# Congresso degli azeri del mondo
Il Congresso degli azeri del mondo è un evento di alto livello per l'ulteriore rafforzamento dei legami con gli azeri che vivono all'estero, per assicurare l'unità e la solidarietà tra gli azeri del mondo, ma anche per rafforzare e coordinare le attività delle comunità, delle società e delle associazioni azere.

## Storia
La prima iniziativa per convocare il congresso degli azeri del mondo fu nel 1992. Fu deciso di convocare il Congresso degli azeri del mondo a Baku in conformità con il decreto del Presidente della Repubblica dell'Azerbaigian n. 255 del 24 dicembre 1992 "Convocazione del Congresso degli azeri del mondo". Per ordine del Presidente della Repubblica dell'Azerbaigian, Abülfaz Elçibay, fu istituito il Comitato Organizzatore del Congresso degli azeri del mondo. Ma sfortunatamente il congresso non ha avuto luogo.

## Primo Congresso
Nel 2001, si è tenuto il 1º Congresso degli azeri del mondo nella capitale dell'Azerbaigian, a Baku. Questo congresso è stato un passo significativo nel processo di integrazione di azeri che vivono all'estero intorno a un obiettivo comune, l'ideologia del "Azerismo", che ha gettato le basi per una nuova fase - fase di costruzione e di organizzazione nella storia del movimento della diaspora.
Oltre ai residenti della repubblica, 540 connazionali provenienti da 36 paesi del mondo hanno preso parte durante dei lavori del congresso. Va notato che questi non erano solo azeri etnici, ma anche delegati di molte altre nazionalità dell'Azerbaigian multinazionale, che rappresentano la parte più attiva della diaspora azera straniera.
Tenendo conto delle proposte dei partecipanti al congresso, al fine di assicurare l'attuazione della politica statale nel campo della diaspora, è stato istituito il Comitato statale per il lavoro con gli azeri residenti all'estero. Lo scopo del congresso era quello di formare e rafforzare la diaspora azera, così come lo stretto raduno di compatrioti attorno a un obiettivo comune: la creazione di un forte stato azerbaigiano.
Al congresso sono stati identificati i membri del Consiglio di coordinamento degli azeri del mondo e Heydər Əliyev è stato eletto presidente del Consiglio.

## Secondo Congresso
Il secondo Congresso degli azeri del mondo, tenutosi il 16 marzo 2006, fu un passo successivo nel processo di formazione di una diaspora. Al congresso hanno partecipato 600 delegati provenienti da 50 paesi e 350 ospiti. La più grande delegazione, composta da 170 persone, proveniva dalla Russia.
I documenti, che sono stati adottati dal Congresso sono : Risoluzione del Congresso degli azeri del mondo, l'appello del Congresso al Presidente della Repubblica di Azerbaigian e gli azeri del mondo, l'appello del Congresso in relazione al conflitto armeno-azero del Nagorno-Karabakh alla comunità mondiale, le organizzazioni internazionali, i parlamenti, i capi di stato ed i governi dei paesi stranieri, nella organizzazione educativa, scientifica e culturale delle Nazioni Unite (UNESCO), un appello alle diaspore azere e turche - sono speciali secondo programma d'azione di azeri che vivono all'estero, per il periodo dopo il Congresso.
Il Presidente della Repubblica dell'Azerbaigian, İlham Əliyev, è stato eletto presidente del Consiglio di coordinamento degli azeri del mondo in questo congresso.

## Terzo Congresso
III Congresso degli azeri di tutto il mondo si è tenuto il 5 luglio 2011 a Baku, in conformità con il decreto del Presidente della Repubblica dell'Azerbaigian İlham Əliyev del 21 gennaio 2011 "Il 20 ° anniversario del ripristino dell'indipendenza dello stato della Repubblica dell'Azerbaigian".
1272 rappresentanti hanno preso parte al terzo congresso. All'evento hanno partecipato delegati di 42 paesi e ospiti. La maggior parte dei delegati erano provenienti dalla Russia - 155. Altri dalla Turchia - 101, dall'Ucraina - 49, dalla Germania - 43, dalla Georgia - 41, dagli Stati Uniti d'America - 25, dalla Svezia - 23, dai Paesi Bassi - 21, da Israele - 17, dall'Uzbekistan -13, dalla Francia - 12, dalla Gran Bretagna - 11, dal Canada - 10.
L'ordine del giorno del congresso includeva la discussione del rapporto per il periodo successivo del precedente congresso del 2006. Alla fine del III Congresso degli azeri del mondo, furono prese alcune decisioni.
Tra i partecipanti al 3º congresso degli azeri del mondo c'erano anche ebrei, russi, ucraini, bulgari, turchi mescheti e rappresentanti di altri popoli che vivevano in Azerbaigian e sono partiti per la residenza permanente nei paesi stranieri.
Il Presidente dell'Azerbaigian, İlham Əliyev è stato rieletto nuovamente presidente del Consiglio di coordinamento degli azeri del mondo.

## Quarto Congresso
Il 3 giugno 2016 presso il Centro culturale Heydər Əliyev, a Baku, si è tenuta la cerimonia ufficiale di apertura del IV Congresso mondiale degli azeri del mondo.
Più di 500 rappresentanti della diaspora e ospiti provenienti da 49 paesi hanno preso parte al IV Congresso degli azeri del mondo.
Al quarto congresso degli azeri del mondo tenutosi a Baku è stata adottata una risoluzione.  La risoluzione afferma che, sulla base delle consultazioni con le strutture statali dell'Azerbaigian, si prevede di creare un centro speciale con il proprio bilancio, che raccoglierà tutte le informazioni, i documenti, le risorse informative, le ricerche scientifiche, le pubblicazioni e i film legati alla storia, alle conseguenze e al processo di soluzione del conflitto del Nagorno Karabakh.
I delegati del Congresso all'unanimità hanno rieletto ancora una volta il presidente İlham Əliyev presidente del Consiglio di coordinamento degli azeri del mondo. Il Consiglio di coordinamento è stato approvato al Congresso da 109 membri.